# Estadio Mário Celso Petraglia
El Estadio Mário Celso Petraglia o Ligga Arena (por razones comerciales), conocido popularmente como Arena da Baixada es un recinto deportivo  propiedad del Club Athletico Paranaense, ubicado en la ciudad de Curitiba, capital del estado de Paraná, Brasil.

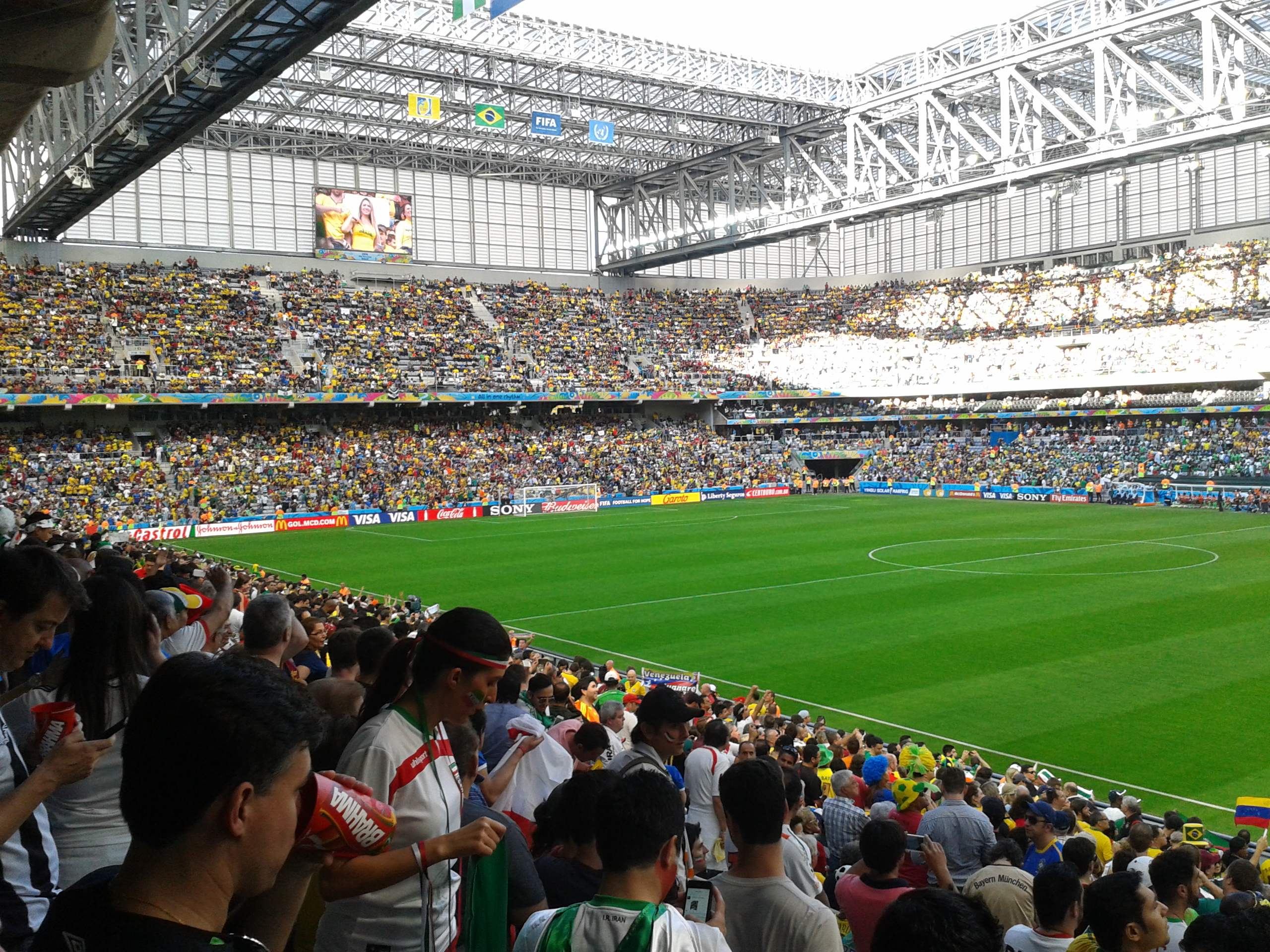
Arena da Baixada

## Historia
El estadio es uno de los más antiguos de Brasil construido en 1914. Su inauguración tuvo lugar con ocasión de un partido entre Athletico Paranaense y Flamengo de Río.
Fue rebautizado con el nombre de una marca comercial entre 2005 y 2008, cuando se le conoció como la Kyocera Arena.
Curitiba fue escogida como una de las sedes de la Copa Mundial de Fútbol de 2014. Para ello, el estadio fue totalmente remodelado para cumplir todas las exigencias solicitadas por la FIFA. Se amplió la capacidad para 42 000 personas y se construyó un business center, un restaurante, un centro comercial y un estacionamiento con capacidad para 1900 vehículos. Así se convirtió en uno de los estadios más modernos de Brasil.
La reapertura se realizó el 14 de mayo de 2014, con un partido entre el Athletico Paranaense y el Corinthians.
En abril de 2016, el estadio albergó el combate de artes marciales mixtas UFC 198. En la pelea de fondo, el brasileño Fabrício Werdum perdió el título de peso pesado ante Stipe Miocic ante 45 207 espectadores.
En diciembre de 2018, albergo la vuelta de la final de la Copa Sudamericana 2018 entre el equipo local y Junior donde el Furacão se alzó con el título por primera vez en su historia.

## Eventos

### Copa Mundial de Fútbol de 2014
El estadio acogió cuatro partidos de la primera fase de la Copa Mundial de Fútbol de 2014:
| Fecha               | Equipo #1 | Resultado | Equipo #2 | Ronda                 | Espectadores |
| ------------------- | --------- | --------- | --------- | --------------------- | ------------ |
| 16 de junio de 2014 | Irán      | 0–0       | Nigeria   | Primera fase, Grupo F | 39 081       |
| 20 de junio de 2014 | Honduras  | 1–2       | Ecuador   | Primera fase, Grupo E | 39 224       |
| 23 de junio de 2014 | Australia | 0–3       | España    | Primera fase, Grupo B | 39 375       |
| 26 de junio de 2014 | Argelia   | 1–1       | Rusia     | Primera fase, Grupo H | 39 311       |